# The Equalizer (videogioco)
The Equalizer è un videogioco a piattaforme pubblicato nel 1987 per Commodore 64 dalla The Power House, all'epoca una nuova etichetta economica della CRL Group.
È fortemente ispirato all'arcade Wonder Boy e uscì anche prima della conversione ufficiale di Wonder Boy per Commodore 64.
Il titolo The Equalizer è ben poco attinente con il gioco e il suo manuale è praticamente inesistente. Di fatto si controlla un ragazzo preistorico molto simile a quello di Wonder Boy e l'avanzamento nel gioco rappresenta forse l'avanzamento attraverso le ere evolutive, la copertina infatti raffigura una sorta di marcia del progresso; tuttavia nel gioco il personaggio non cambia e negli scenari l'evoluzione è poco evidente.
La cassetta originale contiene in omaggio una traccia audio di H.E.X. (House Electronic Xperience), un duo che fornì più volte propri brani allegati a giochi della Power House.

## Modalità di gioco
Si controlla un personaggio su scenari tra il preistorico e il surreale, con visuale di lato e scorrimento orizzontale. Ogni livello si sviluppa da sinistra a destra, ma è possibile anche tornare indietro. Il protagonista può correre a destra e sinistra sulle piattaforme, saltare e sparare. L'arma è illimitata e si spara dritta in orizzontale; non è chiaro cosa sia, forse una clava lanciata, ma può sembrare un getto di melma informe.
Sul percorso si incontrano svariati nemici che arrivano da entrambi i lati, spesso animali, come lumache giganti, rane, uccelli, serpenti e farfalle, e tutti fanno perdere una vita se toccati. Possono esserci alcune rocce ferme sulle piattaforme, anch'esse letali. Bisogna evitare inoltre di cadere nei precipizi o nell'acqua. Anche alcuni tipi di nemici avanzano noncuranti e ci possono cadere. Occasionalmente i salti sono complicati dalla presenza di piccole piattaforme mobili. Una barra in alto indica il tempo rimanente per completare il livello; anche il suo scadere fa perdere una vita. Quando si muore si ricomincia il livello dall'inizio.
L'obiettivo di ogni livello è raccogliere tutti i frutti appesi agli alberi o sparsi altrove. Alla fine l'ultimo frutto fa comparire un cuore, da raccogliere per passare al livello successivo.
Ci sono in tutto 18 livelli, sempre differenti per aspetto e tipi di nemici presenti, poi si ricomincia dal primo.

## Accoglienza
The Equalizer ottenne alcuni giudizi moderatamente buoni dalla stampa europea, tenendo conto anche che era un prodotto a basso prezzo con poche pretese. Altre riviste diedero giudizi di sufficienza e altre ancora più o meno negativi.